# Východní Uusimaa
Východní Uusimaa (finsky Itä-Uusimaa, švédsky Östra Nyland) byla mezi roky 1997 a 2010 jednou z finských provincií. Sousedila s provinciemi Päijät-Häme, Uusimaa a Kymenlaakso. Od 1. ledna 2011 je území Východní Uusimy začleněno do provincie Uusimaa.
Správním střediskem této zaniklé provincie bylo město Porvoo. Rozloha provincie dosahovala hodnoty 	2 762,84 km². V roce 2009 zde žilo přibližně 95 000 obyvatel.

## Obce
Provincii tvořilo 7 obcí sloučených do 2 okresů (finsky seutukunta). V následujícím přehledu jsou obce se statutem města zapsány tučným písmem. V závorce jsou uvedeny názvy obcí ve švédštině.
- Askola
- Myrskylä (Mörskom)
- Pukkila (Buckila)
- Porvoo (Borgå)
- Sipoo (Sibbo)
- Lapinjärvi (Lappträsk)
- Loviisa (Lovisa)